# Liste der Naturdenkmale in Gründau
Die Liste der Naturdenkmale in Gründau nennt die in der Gemeinde Gründau im Main-Kinzig-Kreis gelegenen Naturdenkmale.
| Bild                          | Bezeichnung                                  | Ortsteil, Lage                                   | Beschreibung | Art      | Nr.    |
| ----------------------------- | -------------------------------------------- | ------------------------------------------------ | ------------ | -------- | ------ |
| BW                            | 2 Eichen                                     | Breitenborn A.W. 50° 16′ 22,2″ N, 9° 11′ 35,2″ O |              |          | 435097 |
| BW                            | Eiche                                        | Breitenborn A.W. 50° 16′ 22,5″ N, 9° 11′ 51,6″ O |              |          | 435098 |
| BW                            | Eiche                                        | Breitenborn A.W. 50° 16′ 19,6″ N, 9° 11′ 51″ O   |              |          | 435099 |
| BW                            | Eiche                                        | Breitenborn A.W. 50° 16′ 16,1″ N, 9° 11′ 45,6″ O |              |          | 435100 |
| BW                            | Eiche                                        | Breitenborn A.W. 50° 16′ 6,3″ N, 9° 11′ 10″ O    |              |          | 435091 |
| BW                            | Gruppe alter Rotbuchen (nur noch eine)       | Gettenbach 50° 14′ 34,2″ N, 9° 11′ 16,2″ O       |              | Rotbuche | 435047 |
| BW                            | 4 Eichen                                     | Gettenbach 50° 14′ 36″ N, 9° 11′ 18,9″ O         |              |          | 435048 |
| BW                            | Linde                                        | Gettenbach 50° 14′ 33,5″ N, 9° 11′ 26,8″ O       |              |          | 435049 |
| BW                            | Linde                                        | Gettenbach 50° 14′ 29,2″ N, 9° 11′ 29,1″ O       |              |          | 435050 |
| mehr Fotos \| Fotos hochladen | Abteilung alter Eichen                       | Gettenbach 50° 14′ 4,1″ N, 9° 12′ 7,3″ O         |              |          | 435052 |
| Fotos hochladen               | 2 Eichen und Graf-Karl-Eiche                 | Gettenbach 50° 14′ 32,1″ N, 9° 11′ 30,4″ O       |              |          | 435184 |
| Fotos hochladen               | Eiche und Kastanie                           | Hain-Gründau 50° 14′ 19″ N, 9° 7′ 57,4″ O        |              |          | 435094 |
| BW                            | Eiche                                        | Mittel-Gründau 50° 13′ 34,1″ N, 9° 4′ 49,1″ O    |              |          | 435077 |
| BW                            | Eiche am Golfplatz Hühnerhof, "Uhland-Eiche" | Mittel-Gründau 50° 13′ 41,6″ N, 9° 7′ 36,7″ O    |              |          | 435187 |
| Fotos hochladen               | Linde                                        | Niedergründau 50° 12′ 45,9″ N, 9° 6′ 43,2″ O     |              |          | 435037 |

## Belege
1. ↑  
Naturdenkmale im Main-Kinzig-Kreis. (PDF; 74 kB) Umweltbericht MKK. Main-Kinzig-Kreis, August 2015, archiviert vom Original (nicht mehr online verfügbar) am 24. Januar 2016; abgerufen am 22. Januar 2016.

- Karte mit allen Koordinaten:
- OSM |
- WikiMap